# Khalifé Khalifé
Pour les articles homonymes, voir Khalifé.
Khalifé Khalifé, né le 10 octobre 1953, est un homme politique français.

## Biographie

### Éducation
Khalifé Khalifé a passé une partie de son enfance au Liban. Il quitte ce pays afin d'étudier à la faculté de médecine de Nancy. Au cours de ses études, il rencontre sa future compagne Isabelle, avec laquelle il a deux enfants.

### Carrière professionnelle
En raison des instabilités politiques au Liban, Khalifé Khalifé choisit de rester avec sa famille en France. Il intègre après ses études le service de cardiologie de l'hôpital Notre-Dame-de-Bon-Secours, à Metz, où il devient chef de service en 1986, puis celui de l'hôpital de Mercy (le nouvel hôpital de Metz, ouvert en 2012).

### Carrière politique

#### Conseiller municipal et adjoint au maire de Metz (depuis 2001)
Il intègre le conseil municipal sur la liste du maire Jean-Marie Rausch en 2001. Il s'intéresse notamment alors à la question de la construction de l'hôpital de Mercy. 
En 2020, il intègre la liste de François Grosdidier pour les élections municipales. Sa liste victorieuse, il prend la charge de premier adjoint au maire chargé de la « coordination de la politique municipale en matière de cohésion sociale et de santé, de la famille et des solidarités, et de la prévention des risques sanitaires ».
Lors d'une session du conseil municipal en septembre 2022, alors qu'il remplace le maire victime d'un AVC, il se fait remarquer pour une sortie considérée comme sexiste à l'attention d'une conseillère d'opposition. En conséquence, l'opposition municipale quitte la salle à la suite de cette remarque. Khalifé Khalifé s'excuse finalement.

#### Conseiller départemental (depuis 2021)
En 2021, Khalifé Khalifé est candidat aux élections départementales en Moselle, pour succéder à Denis Jacquat élu au département depuis 1979. Il se présente en tandem avec la conseillère sortante, Patricia Arnold, laquelle a remplacé Nathalie Colin-Oesterlé après son élection en tant que députée européenne en 2019. Le duo Khalifé-Arnold est élu au deuxième tour face au binôme du Rassemblement national, avec plus de 75 % des voix, l'abstention s'élevant alors à plus de 77 % des inscrits.
Il devient le neuvième vice-président du département, "délégué à l'Enseignement Supérieur, à la Recherche, à l'Innovation et à la Santé".

#### Sénateur (depuis 2023)
Le 24 septembre 2023, il est élu sénateur de la Moselle. Son élection s'est jouée de très peu, la candidate Horizons Anne Boucher manquant de seulement trois voix d'être élue à sa place. Le Rassemblement national dépose une requête en annulation de son élection, retardant sa décision de démissionner de son poste de premier adjoint au maire de Metz.